# Cteisella
Cteisella is een geslacht van kevers uit de familie bladkevers (Chrysomelidae).
De wetenschappelijke naam van het geslacht werd in 1896 gepubliceerd door Julius Weise.

## Soorten
- Cteisella flava Borowiec, 2004
- Cteisella virescens (Boheman, 1855)